# جوردان لوتومبا
جوردان لوتومبا (مواليد 28 سبتمبر 1998) هو لاعب كرة قدم سويسري يلعب كمدافع في نادي نيس.

## روابط خارجية
- جوردان لوتومبا على موقع الاتحاد الأوربي (الإنجليزية)
- جوردان لوتومبا على موقع إي إس بي إن إف سي (الإنجليزية)
- جوردان لوتومبا على موقع قاعدة بيانات كرة القدم.إي يو (الإنجليزية)
- جوردان لوتومبا على موقع ليكيب (الفرنسية)
- جوردان لوتومبا على موقع ناشيونال فوتبول تيمز (الإنجليزية)
- جوردان لوتومبا على موقع Soccerbase.com (لاعب) (الإنجليزية)
- جوردان لوتومبا على موقع Soccerway.com (الإنجليزية)
- جوردان لوتومبا على موقع عالم كرة القدم.نت (الإنجليزية)